# 104ª Squadriglia
La 104ª Squadriglia del Servizio Aeronautico del Regio Esercito dall'ottobre 1916 volava con aerei Farman 14.

## Storia

### Prima guerra mondiale
Dal 1914 era stata ritirata dalla Campagna di Libia (1913-1921) la 17ª Squadriglia Farman lasciando la colonia italiana senza aerei.
Nel settembre 1915 in Libia arriva un distaccamento di 3 Farman 14 al comando del Capitano Jacopo Degan che diventa Squadriglia di Tripoli e nell'ambito della Campagna del Nordafrica (1915-1916) il 18 ottobre un Farman svolge una ricognizione lanciando bombe sugli attendamenti dei ribelli.
All'inizio del 1916 la Sezione Farman dispone di 3 piloti e 2 osservatori con un solo aereo operativo ma presto ne arrivano 5 dall'Italia ed in maggio partecipano alla rioccupazione di Zuara dove il 18 maggio atterra il primo aereo prima dell'arrivo delle truppe di occupazione.
Il 21 maggio effettua ulteriori bombardamenti.
Nel mese di agosto guidano i bombardamenti navali contro Sorman svolgendo anche 21 bombardamenti che in settembre salgono a 29.
Viene creato un campo volo distaccato all'Aeroporto di Zuara e le Sezioni diventano 2 e dall'Aeroporto di Tripoli si spostano a Mellaha (oggi Aeroporto militare di Mitiga) insieme alla 12ª Squadriglia Caproni.
Il 10 ottobre diventa 104ª Squadriglia Farman da Difesa comandata dal Cap. Cesare Suglia ed il 22 dicembre nasce la 3ª Sezione.
Nel 1917 resta con 2 aerei, in marzo riceve 6 Farman ed in maggio ha una Sezione all'Aeroporto di Tobruk.
Il 23 agosto lancia bombe torpedini (Bomba di profondità) contro un U-Boot a nord di Tripoli ed il 1º dicembre al largo di Bu Chemmasc nella laguna di Macabez.
In settembre i ribelli attaccano il campo volo di Homs (Libia) rompendo 2 aerei nell'hangar.
Il 15 dicembre le sezioni a difesa di Tripoli dispongono di 9 piloti ed un osservatore.
Il 1º settembre 1917 dalla sezione autonoma di Tripoli nasce la 106ª Squadriglia e la 104ª va a Bengasi (Aeroporto di Benina).
Nel dicembre 1918 è inquadrata come squadriglia Mista Farman di Bengasi con una Sezione a Zuara ed una a Tobruk rimanendo anche nel dopoguerra per il presidio e la riconquista della colonia.
Nel 1919 dispone di 5 Farman.

### Regia Aeronautica
Nel 1929 la 104ª Squadriglia Mista era al comando del Capitano Giovanni Romagnoli (militare) e volava sugli IMAM Ro.1 a Sirte (poi Base aerea di Ghardabiya) nell'Aviazione della Tripolitania.
Nel 1930 la 104ª Squadriglia Mista è ancora a Sirte nell'Aviazione della Tripolitania e nel 1938 è inquadrata nel 1º Gruppo Aviazione Presidio Coloniale (1º Gruppo volo) sui Caproni Ca.309 a Mellaha dove al 10 giugno 1940 dispone di 4 Ca.309 per il XXIII Corpo d'Armata nell'Aviazione Ausiliaria per l'Esercito.